# Großrinderfeld
Großrinderfeld è un comune tedesco di 4 096 abitanti, situato nel land del Baden-Württemberg.

## Storia

### Simboli
Lo stemma è stato concesso il 20 ottobre 1978. È un'arma parlante: Großrinderfeld significa "campo del grande toro". Il toro è ripreso da uno stemma comunale precedente adottato il 31 luglio 1901 (d'argento, al bue di nero, passante sulla pianura di verde, sormontato da una ruota di rosso, di sei raggi), a cui è stato aggiunto il vomere dell'aratro, simbolo di Gerchsheim (di azzurro, al vomere d'oro, attraversante su due zappe d'argento, in decusse).
La cosiddetta ruota di Magonza (Mainzer Rad) era simbolo dell'arcivescovado di Magonza, da cui la regione dipese dal 1583 al 1803.